# Dennis Chan
Dennis Chan Kwok-sun (Hong Kong, 25 de mayo de 1949), más conocido como Dennis Chan, es un actor, director y productor nacido en Hong Kong, reconocido especialmente por su aparición en la película de artes marciales estadounidense Kickboxer interpretando al maestro Xian.

## Carrera
Además de su participación en Kickboxer, Chan apareció en dos secuelas de la película, Kickboxer II: La venganza y Kickboxer III: El arte de la guerra.
Chan es el hermano menor del actor y director Philip Chan. En la década de 1970 obtuvo algunos papeles menores en la televisión de su país. Su debut en el cine ocurrió en la película Cop and Robbers en 1979. A partir de entonces actuó en cerca de 90 producciones cinematográficas. Protagonizó las películas Krazy Kops (1981) y Romantic Fool (2007) y realizó apariciones notables en Soul (1986) y Cageman (1992). En 2012 realizó una pequeña aparición en la película El hombre de los puños de hierro, compartiendo escena con reputados actores como Rick Yune, Russell Crowe, Cung Le y Lucy Liu.